# Baltoslawisch
Die balto-slawische Hypothese geht davon aus, dass sich aus dem (Nord)west-Indogermanischen erst eine ur-baltoslawische Sprache ausgegliedert hat, die sich später in eine baltische und eine slawische Gruppe aufteilte.

## Stand der Diskussion
Engere oder weitere Sprachverwandtschaft kann mit verschiedenen Methoden ermittelt werden.
Die linguistischen Belege einer gemeinsamen balto-slawischen Vorstufe bestehen aus gemeinsamen Isoglossen aus den Bereichen Phonologie, Morphologie, Lexik und Syntax. Auf diese Weise haben berühmte Linguisten eine solche gemeinsame Vorform herausgearbeitet. Meier-Brügger nimmt bisher keine Stellung und verweist auf einen Forschungsbericht von 1994.
Daneben kommen ausnahmslos alle lexikostatistischen und – bei allem Vorbehalt – glottochronologischen Untersuchungen trotz unterschiedlichster Datenbasen und Methoden übereinstimmend zu einer baltoslavischen Vorstufe.
Gegner einer gemeinsamen Vorstufe leiten die Gemeinsamkeiten aus einer behaupteten Isoglossengemeinschaft ab (so formulieren es auch Wladimir Toporow und Vytautas Mažiulis). Baltisch, Germanisch und Slawisch hätten sich als benachbarte Dialekte aus dem Nordwest-Indogermanischen entwickelt.

## Positionen im 19. und 20. Jahrhundert
Als erster äußerte sich im 19. Jahrhundert der Thüringer Indogermanist August Schleicher (1821–1868) zum Verhältnis der baltischen und der slawischen Sprachen. Er ging von einer langen balto-slawischen Spracheinheit nach vorangegangener Abspaltung der germanischen Dialekte aus. Eine konträre Meinung vertrat z. B. der Franzose Antoine Meillet (1866–1936).
Der polnische Slawist Jan Michał Rozwadowski (1867–1935) führte die unübersehbare Ähnlichkeit der Sprachfamilien darauf zurück, dass die besagten indogermanischen Dialekte sich zwar in der frühen Phase der Ausgliederung auseinanderentwickelt, später aber wieder angenähert hätten; eine baltisch-slawische Spracheinheit habe es jedoch nicht gegeben. Eine Art salomonische Lösung vertrat der lettische Baltist Jānis Endzelīns (1873–1961). Er spricht von einer baltisch-slawischen Epoche, jedoch nicht von Beginn an.
Möglicherweise beeinflusste auch die politische Situation im 20. Jahrhundert den Disput. Eine engere Verwandtschaft der baltischen und slawischen Sprachen hätte zum Beispiel aus Sicht von Panslawisten und sowjetischen Ideologen für eine Inkorporation der baltischen Staaten in die russisch dominierte Sowjetunion sprechen können, während eigenständige baltische Sprachen eher als ein Argument für nationale Unabhängigkeit dienen.